# Cantó de Le Plessis-Robinson
El cantó de Le Plessis-Robinson és un antic cantó francès del departament dels Alts del Sena, que estava situat al districte d'Antony. Comptava amb 2 municipis i el cap era Le Plessis-Robinson.
Al 2015 es va escindir en dues parts: Le Plessis-Robinson va anar a parar al cantó de Châtenay-Malabry, i la part de Clamart es va rejuntar al cantó de Clamart

## Municipis
- Clamart (part)
- Le Plessis-Robinson

## Història
| Data d'elecció                           | Identitat        | Partit           | Qualitat |
| ---------------------------------------- | ---------------- | ---------------- | -------- |
| 1967-1992                                | Robert Gelly     | PCF              |          |
| 1992-2003                                | Philippe Pemezec | RPR, després RPF |          |
| 2003-2008                                | Jacques Perrin   | UMP              |          |
| 2008-                                    | Philippe Pemezec | UMP              |          |
| les dades anteriors no són pas conegudes |                  |                  |          |
|                                          |                  |                  |          |

## Demografia
| A partir de 1990: Població sense dobles comptes |